# Wolves in Wolves' Clothing
Wolves in Wolves' Clothing is het tiende studioalbum van de Amerikaanse punkband NOFX, uitgebracht op 18 april 2006 door Fat Wreck Chords.
De eerste 1.062 exemplaren van het album werden gedrukt op geel en groen vinyl.

## Nummers
Alle nummers zijn geschreven door Fat Mike.
1. "60%" - 2:25
2. "USA-holes" - 2:13
3. "Seeing Double at the Triple Rock" - 2:09
4. "We March to the Beat of Indifferent Drum" - 2:38
5. "The Marxist Brothers" - 2:44
6. "The Man I Killed" - 1:18
7. "Benny Got Blowed Up" - 1:05
8. "Leaving Jesusland" - 2:54
9. "Getting High on the Down Low" - 1:13
10. "Cool and Unusual Punishment" - 2:05
11. "Wolves in Wolves' Clothing" - 1:57
12. "Cantado en Español" - 1:26
13. "100 Times Fuckeder" - 1:57
14. "Instant Crassic" - 0:34
15. "You Will Lose Faith" - 2:31
16. "One Celled Creature" - 1:31
17. "Doornails" - 2:14
18. "60% (Reprise)" - 1:54

## Band
- Fat Mike - zang, basgitaar, songwriter
- Eric Melvin - gitaar
- El Hefe - gitaar
- Erik Sandin - drums